# زانکت گورگن اوب مورو
زانکت گورگن اوب مورو (به آلمانی: Sankt Georgen ob Murau) یک منطقهٔ مسکونی در اتریش است که در مورو واقع شده‌است. زانکت گورگن اوب مورو ۸۳٫۵۴ کیلومتر مربع مساحت دارد ۸۶۴ متر بالاتر از سطح دریا واقع شده‌است.